# Protodiákon

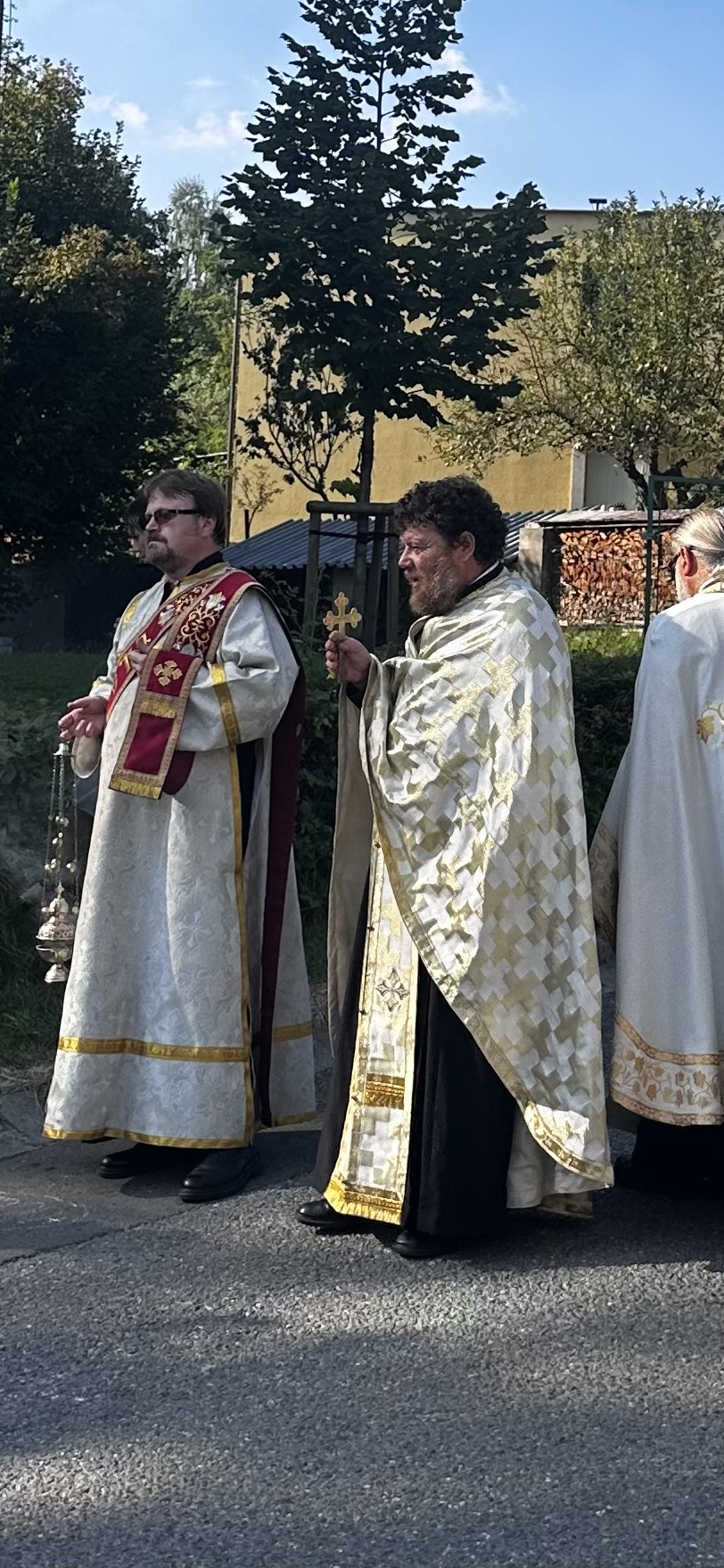
Pravoslavný protodiákon Hanuš Nykl (vlevo) a kněz Petr Novák v liturgickém oděvu

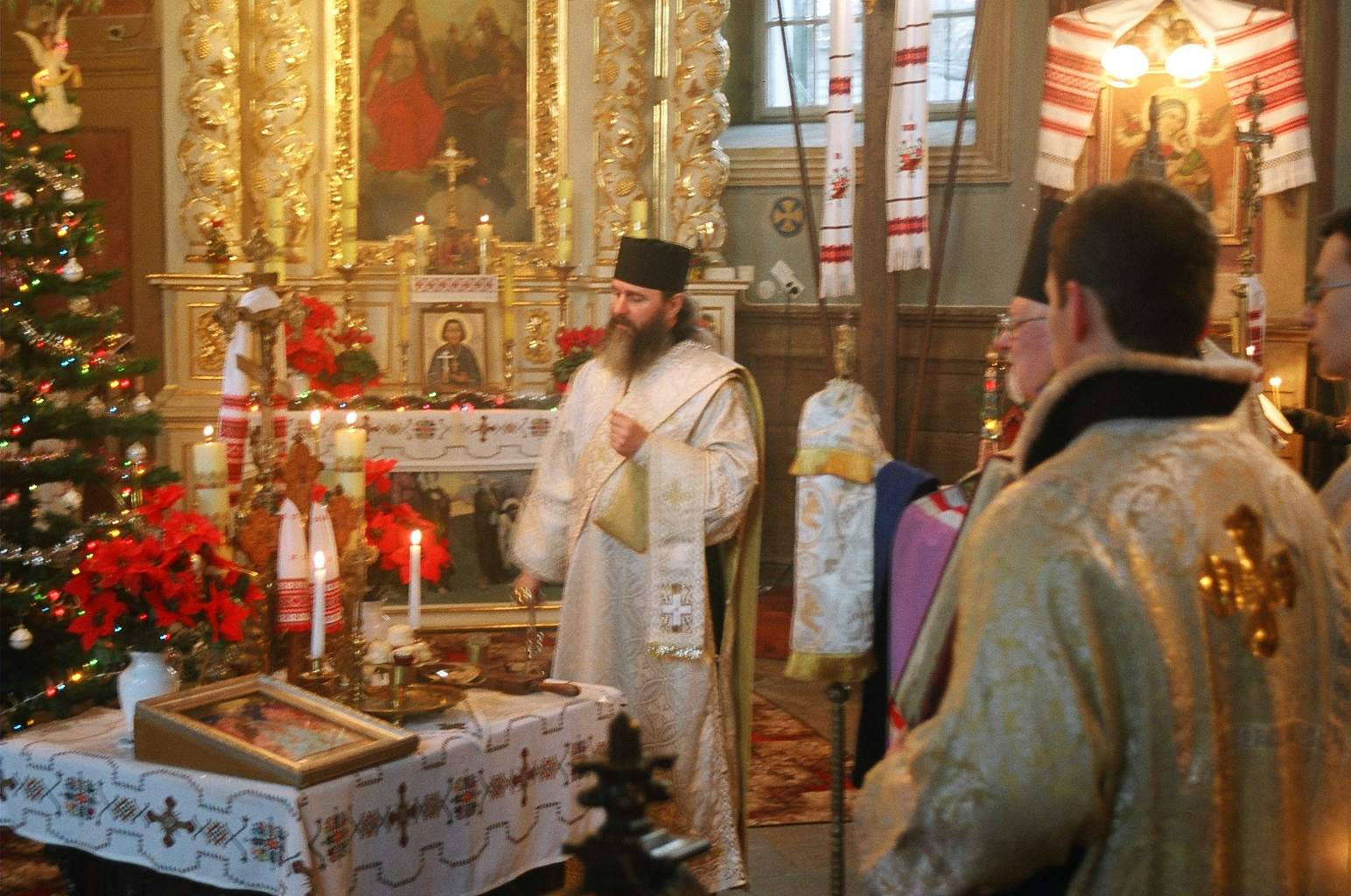
Pravoslavný protodiákon (Sanok, Polsko)

Protodiákon (protojáhen, z řeckého proto - vyšší) je křesťanský duchovní s jáhenským (diákonským) stupněm svěcení, avšak s vyšší prestiží titulu. Pokud se při bohoslužbě sejde více diákonů, hlavní z nich je právě protodiákon.

## Pravoslaví
Protodiákon je čestný titul udělovaný ženatým jáhnům v pravoslaví. V Ruské pravoslavné církvi je to čestný titul udělovaný ženatým jáhnům jako znak toho, že duchovní má právo nosit skufii vínové barvy. Ekvivalentní hodnost pro hierodiakony (jerodiákony) – tedy mnišské diakony – je arcidiakon. Vedoucímu diákonovi katedrály nebo jiného hlavního kostela může být udělen titul protodiákon. V řeckém použití se hlavní jáhen, který je spojen s osobou biskupa, nazývá arcidiakon. Ve slovanském prostředí protodiákon nebo arcidiákon nosí výrazný, dvojitý orarion.

## Katolická církev
V katolické církvi se nejstarší ze sboru kardinálů-jáhnů, nazývá kardinál-protojáhen.